# 穆瓦拉

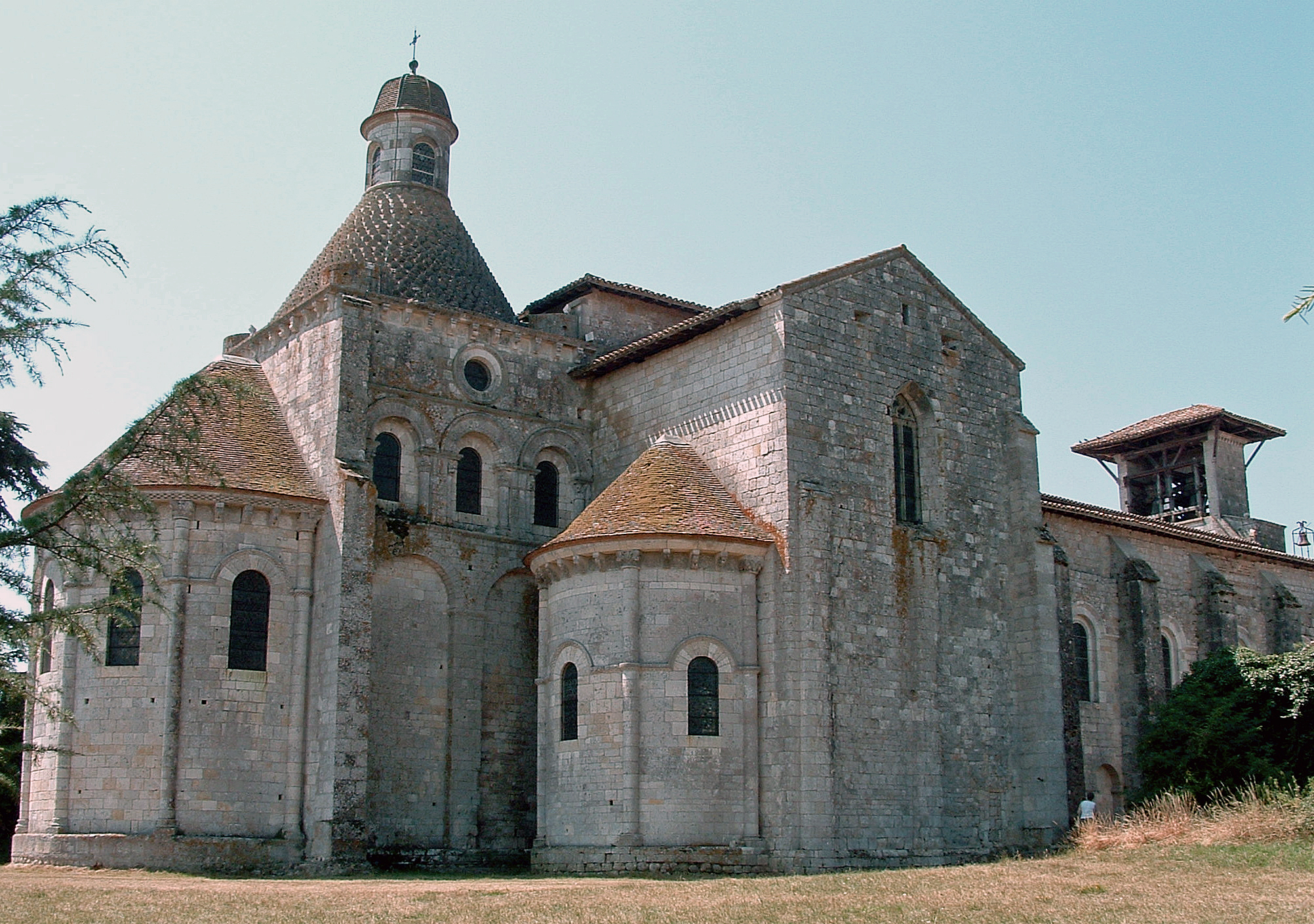
穆瓦拉圣母教堂

穆瓦拉（法語：Moirax）是法国洛特-加龙省的一个市镇，位于该省东南部，属于阿让区和阿让城市圈公共社区。该市镇总面积16.2 平方千米，海拔在41至183米之间，2022年1月1日年时的人口为1,199人。

## 行政区划
穆瓦拉的邮政编码为47310，市镇编码为47169。

## 交通
法国国道N21线从加龙河左岸经过，洛特-加龙省省道D268线经过穆瓦拉镇中心。

## 人口
穆瓦拉人口变化图示